# Bo von Schedvin
Bo Georg von Schedvin, född 23 januari 1931 i Borås, död där 13 maj 2015, var en svensk målare.
Han var son till körsnären Carl Gustaf von Schedvin och Anna-Lisa Stridh och systerson till Hans Stridh. Han studerade vid Konstgillets målarskola i Borås 1947–1950 och vid Otte Skölds målarskola 1950 samt Académie Libre i Stockholm 1951. Han medverkade i samlingsutställningar arrangerade av Borås och Sjuhäradsbygdens konstföreningar. Hans konst består av stilleben och landskapsmåleri utförda i olja, akvarell och vaxkrita.